# Golpe de Estado en Grecia de 1923
El fallido golpe de Estado en Grecia de 1923 () lo llevaron a cabo oficiales monárquicos griegos encabezaen griego: Κίνημα Λεοναρδόπουλου-Γαργαλίδηdos por los tenientes generales Georgios Leonardopoulos y Panagiotis Gargalidis y el coronel Georgios Ziras. Su fracaso desacreditó a la monarquía y contribuyó decisivamente al establecimiento de la Segunda República helénica en marzo de 1924.

## Circunstancias
El ejército griego, acaudillado por los coroneles venizelistas Nikolaos Plastiras y Stilianos Gonatas, derrocó al gobierno real en septiembre de 1922 tras el descalabro griego en la guerra en Asia Menor contra Turquía y obligó al rey Constantino I a volver a partir al destierro. Su primogénito, Jorge II, lo sucedió, pero la monarquía siguió en una situación precaria. El «Gobierno revolucionario» dirigido por militares juzgó y condenó a muerte a seis destacados monárquicos como chivos expiatorios de la derrota militar del país y lo condujo gradualmente hacia la república. El 18 de octubre de 1923, convocó elecciones parlamentarias para el 16 de diciembre; la nueva Asamblea Nacional que surgiese de ellas decidiría la forma de gobierno de la nación. Sin embargo, el Gobierno Revolucionario, presidido por Gonatas, había aprobado una ley electoral que favorecía notablemente al Partido Liberal venizelista y a los demás partidos antimonárquicos.
La perspectiva de los comicios y de un cambio de régimen casi seguro determinaron la creación de una coalición heterogénea en las filas del ejército que pretendía derrocar al gobierno. Su principal impulsor fue la llamada Organización de Mayores (Οργάνωση Ταγματαρχών), compuesta por oficiales monárquicos de graduación media y que estaba en estrecho contacto con el ex subjefe del Estado Mayor del Ejército y futuro dictador monárquico, el general Ioannis Metaxás, pero también se sumaron varios venizelistas descontentos, principalmente Leonardopoulos y Gargalidis. Los conspiradores lograron granjearse el apoyo de las unidades militares acuarteladas en el norte de Grecia y en el Peloponeso, pero no el de las guarniciones de Atenas, Salónica y otras ciudades importantes, así como de la Armada, abrumadoramente venizelista.

## Intentona
Metaxás había aconsejado que el pronunciamiento se llevase a cabo en Atenas, el centro neurálgico del país, pero finalmente comenzó en provincias en la madrugada del 22 de octubre. Al principio los confabulados triunfaron: a la mañana siguiente, toda la Grecia continental estaba en su poder, a excepción de las ciudades de Atenas, Tesalónica, Larisa e Ioánina, que seguía controlando el Gobierno. La conjura sorprendió a este que, sin embargo, reaccionó pronto. El general Theodoros Pangalos, jefe del Ejército, tomó enérgicas medidas ante la pasividad fundamental de los golpistas.
En Salónica, los oficiales venizelistas, encabezados por el general Georgios Kondilis, evitaron que los conjurados se apoderasen de la ciudad y luego se enfrentaron a los rebeldes al mando del coronel Ziras. Los gubernamentales vencieron y recuperaron el norte de Grecia el 25 de octubre, mientras que Ziras huía a Yugoslavia. En el Peloponeso, Leonardopoulos y Gargalidis cruzaron el istmo de Corinto con sus tropas y marcharon hacia Atenas, pero fueron rodeados por tropas gubernamentales y obligados a rendirse incondicionalmente el 27 de octubre.

## Consecuencias
El fracaso del golpe fue un punto de inflexión en la historia griega de la época, ya que determinó la derrota temporal de la causa realista. La facción monárquica perdió influencia y quedó descabezada. Más de mil doscientos oficiales monárquicos fueron expulsados de las Fuerzas Armadas. Leonardopoulos y Gargalidis fueron sometidos a consejo de guerra y condenados a muerte, aunque finalmente fueron indultados. Ioannis Metaxás, que se encontraba en Corinto en el momento del golpe, logró huir del país y se exilió en Italia. Los partidos monárquicos no participaron en las elecciones de diciembre, lo que facilitó el triunfo electoral de los grupos venizelistas. El rey Jorge II abandonó el país el 19 de diciembre y el 25 de marzo de 1924 se proclamó una República presidencial. Su corta existencia estuvo trufada de golpes y contragolpes y caracterizada por el constante conflicto entre venizelistas y monárquicos, hasta la restauración de la monarquía merced a otro golpe que se verificó en octubre de 1935.